# 佩达纳
佩达纳（Pedana），是印度安得拉邦Krishna县的一个城镇。总人口29535（2001年）。

## 人口
该地2001年总人口29535人，其中男性14773人，女性14762人；0—6岁人口3527人，其中男1850人，女1677人；识字率59.89%，其中男性为65.98%，女性为53.80%。